# NGC 345
NGC 345 (другие обозначения — MCG −1-3-64, PGC 3665) — спиральная галактика (Sa) в созвездии Кит.
Этот объект входит в число перечисленных в оригинальной редакции «Нового общего каталога».
Была обнаружена 27 сентября 1864 года Альбертом Мартом.Она была описана Дрейером как "Очень маленькая,очень тусклая,но с постоянно светлой серединой".